# Göte Klingberg
Göte Klingberg född 31 juli 1918 i Finland, död 26 juli 2006 i Göteborg, var svensk professor och forskare i barnlitteratur.

## Priser och utmärkelser
- Gulliver-priset 1972

## Fotnoter
1. 1 2 3 4  Sveriges dödbok 1860–2017, sjunde utgåvan, Sveriges Släktforskarförbund, november 2018, läst: 8 oktober 2021.[källa från Wikidata]
2. ↑  Bibliothèque nationale de France, BnF Catalogue général : öppen dataplattform, id-nummer i Frankrikes nationalbiblioteks katalog: 12214041j, läst: 26 mars 2017.[källa från Wikidata]